# Autobahn
Autobahn (рус. Автомагистраль) — четвёртый студийный альбом немецкой группы Kraftwerk, вышедший 1 ноября 1974. Этот альбом ознаменовал несколькими изменениями в группе: первоначальный дуэт, состоящий из Флориана Шнайдера и Ральфа Хюттера, добавил Клауса Рёдера на гитаре и флейте и Вольфганга Флюра на перкуссии. Музыкальный стиль группы также изменился от преимущественно стиля Краут-рока к электронному поп-стилю, отмеченному в основном электронной музыкой, созданной на синтезаторах и драм-машинах. Это был первый альбом группы, который полностью охватил повторяющийся электронный звук, которым они стали известны (хотя органические инструменты все ещё оставались частью их звуковой палитры), и был вдохновлен титульной немецкой системой автострад. Альбом изначально был начат в их собственной студии под названием Kling Klang, но в основном был сделан в студии Конни Планка. В альбом также были включены тексты песен и новый облик группы, предложенный коллегой Шнайдера и Хюттера Эмилем Шультом.
Autobahn является одним из ярких образцов ранней электронной музыки 1970-х годов, который повлиял на дальнейшее формирование электронной музыки как стиля. Это — первый более-или-менее концептуальный альбом группы. Autobahn является также первым альбомом, принёсшим Kraftwerk успех и известность не только в Германии, но и в Великобритании и США. Бо́льшую часть альбома занимает песня Autobahn , продолжительностью 22 минуты и 43 секунды, написанная Шнайдером, Хюттером и Шультом. Песня была вдохновлена радостью группы от езды по автобанам в Германии, и была записана музыка, которая отражала поездку, имитируя звуки и тона поездки. Альбом был выпущен для небольшой прессы после его первоначального выпуска в Западной Германии. После того, как был выпущен сингл «Autobahn», он попал в эфир Чикагской радиостанции, что привело к его распространению по всей стране, сделав его международным хитом и первым релизом Kraftwerk в Соединенных Штатах в 1975 году. Успех песни привёл к тому, что группа отправилась в турне по Соединённым Штатам со своим новым участником Карлом Бартосом, который должен был заменить Рёдера, а затем отправиться в турне по Соединённому Королевству.
Первоначальный приём Autobahn был неоднозначным, он получил негативные отзывы от критика Rolling Stone и The Village Voice Роберта Кристгау, который считал, что музыка уступает другой ранней электронной музыке Венди Карлос и Майка Олдфилда соответственно. Другие критики из газет сочли трек Autobahn гипнотическим и захватывающим в том, как он продемонстрировал образы езды по автобану с помощью музыки. Критики из Fort Worth Star-Telegram и Newsday включили альбом в разделы «Почётные упоминания» в своих списках на конец года. Более поздний приём был более единодушно восторженным, а Саймон Уиттер написал в NME, что альбом имел «огромное историческое значение» и Саймон Рейнольдс, заявляющим, что Autobahn — это то, где их музыка действительно начинает иметь значение. Музыканты, создававшие музыку в 1970-х и 1980-х годах, будут ссылаться на альбом как на главное влияние, включая Дэвида Боуи.

## Предыстория и производство
До выпуска Autobahn Kraftwerk состоял из Флориана Шнайдера и Ральфа Хюттера, которые выпустили свой последний на тот момент альбом под названием Ralf und Florian в октябре 1973 года. До Autobahn электронная музыка не пользовалась популярностью в Соединенных Штатах, за некоторыми исключениями, такими как Tubular Bells Майкла Олдфилда и немецкой группы Tangerine Dream. Критик Линн Ван Матре из Chicago Tribune заявила, что «слишком часто предлагаемое было либо скучным, болезненно потакающим своим желаниям, либо просто болезненным». Для сравнения, Ван Матре нашла Autobahn «тем, что вы могли бы назвать электроникой среднего уровня». Сравнивая звучание альбомов с их предыдущей работой, Майкл Хукер из Los Angeles Times отметил, что Ralf und Florian был более «традиционными» по сравнению с Autobahn, отметив его сходство с такими композиторами, как Мортон Суботник и Эдгар Фрёзе, выступающими против «монотонного пульса» у Autobahn. Группа стала более внимательно относиться к своему визуальному образу и под руководством своего коллеги Эмиля Шульта, начавшего перестраивать их внешний вид. Шульт учился у Йозефа Бойса и консультировался с группой по их темам и имиджу. Это привело к тому, что у Kraftwerk были относительно небольшие и тщательно продуманные рекламные изображения на протяжении всей их карьеры. В интервью 1975 года, опубликованном в журнале Melody Maker, журналист Карл Даллас отметил, что музыка и внешний вид Kraftwerk были «настолько далеки от готического романтизма Tangerine Dream» и что «визуально они также представляют совершенно другой образ», сравнивая «неопрятные рыжие локоны» Фрёзе из Tangerine Dream и «длинные, прямые локоны» Петера Баумана и Кристофера Франке.
В начале 1974 года, как и их немецкие современники, группа приобрела синтезатор Minimoog. Наряду с Minimoog, группа также использовала на альбоме синтезаторы ARP Odyssey, EMS Synthi AKS, профессиональное пианино бренда Farfisa и индивидуальную версию драм-машин Farfisa Rhythm Unit 10 & Vox Percussion King. Он был записан в их собственной домашней студии под названием Kling Klang Studio и в новой студии Конни Планка, фермерском доме за пределами Кёльна, который он превратил в новую студию звукозаписи. Бо́льшая часть Autobahn была сделана на оборудовании Планка. Шнайдеру и Хюттеру на альбоме аккомпанировали Клаус Рёдер на скрипке и гитаре и Вольфганг Флюр в качестве перкуссиониста. Рёдер был участником музыкальной сцены Дюссельдорфа и создал электронную скрипку, которая заинтриговала Флориана. Флюр был студентом-дизайнером интерьеров, который ранее играл на барабанах в местной дюссельдорфской группе The Beathovens. Флюр заявил, что первые джем-сейшены с группой показались ему несколько странными, но вскоре он наладил взаимопонимание с коллегами по группе. Конни Планк записан только как инженер на обложке, он внёс ключевой вклад в звучание альбома. Рёдер позже заявил, что «Планк сыграл решающую роль. Он всё смешал и собрал отдельные звуки в единое целое. По-моему, это был последний раз, когда Конни так делал. Затем он сказал мне, что действительно знает, как будет звучать Kraftwerk, когда его тут больше не будет».

## Музыка
В книге Kraftwerk: Music Non-Stop Карстен Брокер заявил, что Autobahn был альбомом, на котором Kraftwerk перешли от Краут-рока к электронной поп-музыке. Автор отметил, что, за исключением редкого появления флейты или гитары, альбом, по сути, полностью создан на синтезаторе или драм-машине, и что простые мелодии и гармонии их группы наводят на мысль о поп-музыке. Бартос объяснил изменение стиля групп, заявив, что Хюттер и Шнайдер изначально пришли из классической музыки, и они "перешли к поп-музыке, добавив тексты песен, поскольку «Очевидно, что нет поп-музыки без текстов». На изменение направления музыки повлиял Шульт, который не был обучен как музыкант, но обладал слухом к мелодии и извлекал эффективные части из импровизированных сессий, что побудило Хюттера и Шнайдера изучить возможность упрощения своих собственных музыкальных сессий. Заглавный трек содержит как необработанный, так и вокодированный вокал; остальные треки являются чисто инструментальными, и критик Ван Матре описывает Autobahn как «просто впечатление от звуков и чувственного восприятия дороги».
Хюттер неоднократно описывал музыку Kraftwerk как Industrielle Volksmusik (букв. «Промышленная народная музыка»), в частности, ссылаясь на современный взгляд на региональные музыкальные традиции Германии, в отличие от индустриального музыкального звучания таких групп, как Throbbing Gristle. В Великобритании музыка была широко известна как музыка Доктора Кто, ссылаясь на новаторские электронные саундтреки Рона Грейнера к телесериалу. Хюттер заявил в 1975 году, что группа получила идею концепции альбома, проехав по Автобану, заявив, что это был «захватывающий опыт, который заставляет вас испытывать огромное разнообразие чувств. Мы пытались передать через музыку, каково это было».
Заглавный трек призван передать ощущение езды по автобану: от путешествия по ландшафту, скоростной концентрации на скоростной полосе, до настройки автомобильного радио и монотонности долгой поездки. Песня имеет характерный для краут-рока ритм «моторик», в разработке которого сыграл большую роль Планк, и рефрен «Wir fahr’n, fahr’n, fahr’n auf der Autobahn» (с нем. — «Мы едем-едем-едем по автобану»), весьма напоминающий «Fun, Fun, Fun» The Beach Boys (музыкально песни не имеют ничего общего). Позже Флюр описал песню как поездку именно из Дюссельдорфа в Гамбург, объяснив, что маршрут включал музыкальные произведения, такие как маршрут из индустриальных звуков долины Рура, конвейерные ленты шахтёрских городов, таких как Боттроп и Кастроп-Рауксель, и сельский Мюнстер, который символизируется флейтой в песне. Другие звуки дорожного движения слышны на протяжении всей песни, и Хюттер продолжает, что группа включала «звуки автомобилей, гудки, базовые мелодии и настройку двигателей. Регулировка подвески и давления в шинах, катание по асфальту, этот скользящий звук — пххххххххххх — когда колёса попадают на эти нарисованные полосы. Это звуковая поэзия, и она очень динамичная». Текст песни Autobahn был частично написан Шультом, которого Хюттер попросил написать несколько текстов. Текст песни написан на немецком языке. Шнайдер размышлял об этом, заявив, что «Часть нашей музыки основана на ощущении нашего языка […] наш способ говорить прерывистый, жесткий, если хотите; много согласных и шумов», в то время как Хюттер заявил, что их язык использовался как музыкальный инструмент и что «мы не певцы в смысле Рода Стюарта, мы используем наши голоса как другой инструмент. Язык — это просто ещё один образец ритма, это одна из частей нашего единого звучания». В интервью Саймону Уиттеру в 1991 году Хюттер заявил, что не было никаких ожиданий от выпуска Autobahn заявив: «Мы сыграли его нашим друзьям, и некоторые из них сказали: „Едем по Автобану!? Ты сошёл с ума!“. Мы просто выпускаем пластинки и смотрим, что получится, иначе мы бы в конечном итоге переоценили то или иное».
Другие треки альбома содержат четыре более коротких электроакустических фрагмента, свободно основанных на теме ночи. Kometenmelodie 1 и 2 (вдохновлённые Кометой Когоутека, которая пролетела мимо Земли в 1973 году.), затем зловеще звучащая Mitternacht и заключительная Morgenspaziergang. Эта последняя песня начинается как эффект пения птиц в припеве рассвета, созданный электронными инструментами, с расширенным заключением, в котором используется повторяющаяся вариация мелодической фразы, услышанной в первой инструментальной части Autobahn. Хюттер описал «Morgenspaziergang», как написанную под влиянием группы, покидающей свою студию ранним утром после ночных сессий и наблюдающей за тишиной вокруг.

## Обложка
Обложка оригинального немецкого альбома была оформлена Шультом. Версия, выпущенная в Великобритании на лейбле Vertigo в 1974 году, имела другую обложку, созданную отделом маркетинга лейбла. На задней обложке оригинальной пластинки были изображены Хюттер, Шнайдер, Рёдер и Шульт, сидящие как будто на заднем сиденье автомобиля Citroën DS. Голова Вольфганга Флюра была добавлена к групповой фотографии (наложена поверх головы Шульта), когда было решено, что он останется постоянным членом группы. Однако для буклета ремастера 2009 года это изображение было заменено версией, первоначально сфотографированной.

## Выпуск
Autobahn был выпущен в Германии 1 ноября 1974 года. Первоначально Autobahn был выпущен на лейбле Philips Records, третьим и последним из их трёхальбомного контракта с лейблом. Альбом был выпущен в Соединённых Штатах в январе 1975 года и стал первым альбомом, выпущенным группой в Соединённых Штатах. Autobahn в течение 22 недель находился в чартах Соединённых Штатов на лучших пластинках и кассетах от Billboard и достиг 5-го места 3 мая 1975 года. На британской обложке Autobahn выпущенной компанией Phonogram Inc., был изображен сине-белый логотип автомагистрали, противоположный нарисованной обложке Шульта. Эта обложка стала стандартной обложкой для более поздних переизданий. Альбомы были подвергнуты цифровому ремастированию для выпуска на CD, LP и кассетах в 1985 году. В 2009 году Kraftwerk сделали ремастеринг и выпустили восемь своих альбомов (включая Autobahn) в рамках сборника под названием Der Katalog.
Радиостанция в Чикаго была первой, кто сыграл сингл Autobahn , который они получили в качестве импорта. Это привело к тому, что Jem Records в Нью-Джерси импортировала большое количество студийного альбома, что привело к тому, что Capitol Records выпустили как сингл, так и альбом в Соединённых Штатах. Сингл Autobahn стал международным хитом в начале 1975 года, достигнув 11-го места в Великобритании, 12-го места в Нидерландах, 25-го места в американском чарте Billboard Hot 100 и 30-го места в австралийском чарте. Когда Autobahn звучал на радио Top 40, это была лишь небольшая часть альбомного трека. Сингловая версия Autobahn длится всего три с половиной минуты. Хюттер заявил, что сократить полноформатную песню альбома было просто, так как Autobahn была «свободно сконструирована, поэтому сделать короткую версию было легко, потому что вам не нужно так сильно беспокоиться о границах и непрерывности». После популярности Autobahn в Соединённых Штатах, Vertigo Records выпустили предыдущий альбом группы, Ralf und Florian (1973). Второй сингл «Kometenmelodie 2» был выпущен на Philips.

### Тур
В конце 1974 года у Kraftwerk был короткий тур по Германии, где группа осталась вчетвером, сохранив участника Вольфганга Флюра, но наняв Карла Бартоса, который заменил Рёдера в группе. Бартос был 22-летним студентом музыкальной консерватории Роберта Шумана в Дюссельдорфе, надеясь стать перкуссионистом Берлинского симфонического оркестра. Бартос ранее играл на ударных инструментах на различных концертах в Германии с произведениями Карлхайнца Штокхаузена и Маурисио Кагеля. Kraftwerk гастролировали по Соединённым Штатам в течение трёх месяцев, начиная с апреля 1975 года. За туром по Соединённым Штатам последовал тур по Соединённому Королевству, включавший в себя 17 дат, в сентябре. Бартос отметил плохие продажи билетов на британские концерты, напомнив, что группа играла в основном в пустых залах Ньюкасла, Лондона, Борнмута, Бата, Кардиффа, Бирмингема и Ливерпуля.
Во время тура материал состоял в основном из музыки Autobahn с некоторыми из их более ранних материалов. У группы возникли трудности с их первоначальной дорожной командой, что привело к тому, что их уволили и заменили во время американского турне. Также возникли проблемы с оборудованием группы: синтезаторы приходилось включать днём, чтобы настроить на вечер, а освещение от установок было достаточно сильным, чтобы вывести инструменты из строя. Дополнительные проблемы возникли из-за разницы в напряжении между странами тура.

## Приём

### Обзоры того времени
| Оценки критиков   | Оценки критиков |
| Источник          | Оценка          |
| ----------------- | --------------- |
| The Village Voice | C+              |

После его первоначального выпуска в Германии биограф Kraftwerk Уве Шютте сказал, что альбом был в целом проигнорирован основной немецкой музыкальной прессой. Группа пригласила представителей немецкой рок-прессы прокатиться с ними, и из динамиков в машине заиграла песня Autobahn . Шульт вспомнил, что общим ответом этих журналистов было решительное «Ну и что!» Единственная крупная публикация, посвящённая альбому, была в выпуске немецкого журнала Sounds за ноябрь 1974 года. В журнале рецензент Ханс-Йоахим Крюгер прокомментировал, что альбом был «разнообразным и, прежде всего, развлекательным, который особенно впечатляет слушателей в наушниках». В рецензии на более поздний альбом Kraftwerk рецензент, известный как «N.N.», прокомментировал Autobahn заявив, что «что-то подобное даже не заслуживает того, чтобы быть выпущенным». Флюр размышлял о первоначальном приёме, заявив: «В Германии артистов часто не ценят, если они не добились больших успехов за рубежом» и «Наш успех в США наконец-то принёс хорошие заголовки в немецкие газеты».
Некоторые англоязычные отклики на альбом были охарактеризованы как ксенофобские в 2013 году Джудом Роджерсом из The Observer. Роджерс привёл такие примеры, как живой обзор группы Барри Майлза, озаглавленный «Это то, от чего ваши отцы боролись, чтобы спасти вас», и интервью между Хюттером и Лестером Бэнгсом, где Бэнгс спросил, является ли Kraftwerk «окончательным решением» для музыки. Когда NME напечатала интервью Бэнгса, снимок группы для прессы был наложен на митинг в Нюрнберге. Среди современных рецензий Джон Мендельсон из Rolling Stone дал альбому отрицательный отзыв, посчитав его не таким хорошим, как Уолтер Карлос, который «месяцами и месяцами не входил в десятку лучших». Критик The Village Voice Роберт Кристгау дал альбому оценку C+, сравнив его с создателем «Tubular Bells» — Майком Олдфилдом, но «для абсолютных простаков, вроде того, и всё же в моём смягчённом виде я не совсем одобряю». Билл Провик из Ottawa Citizen поначалу сомневался в группе, заявив, что, впервые найдя альбом, он высмеял его, но, послушав Autobahn и Ralf und Florian, он заявил, что его первоначальная реакция была «серьёзной ошибкой, серьёзной несправедливостью и печальным примером рок-снобизма, который я всегда оплакиваю в других». Провик нашёл, что альбом «работает на двух уровнях — как приятная фоновая атмосфера» и «при внимательном прослушивании как прекрасный путь к спасению для ума». «Kraftwerk предпочитает спокойную компетентность, а не эффектные трюки — приятное изменение в мире электронной музыки». Гари Дин из Regina Leader-Post считает, что Autobahn был «самым амбициозным и последовательным альбомом Kraftwerk на сегодняшний день» с треками Autobahn , повторяющимися из-за его продолжительности, но что «эффект преднамеренный и периодически знакомые декорации Autobahn объединяют работу в единое целое. Это действительно очень увлекательно и открывает новое измерение для большинства наших музыкальных жизней» Ван Матре счёл Autobahn «впечатлением от звуков и сенсорного восприятия дороги, временами нервирующим, временами таким же повторяющимся, как центральная разделительная полоса, но в основном гипнотическим». И объявил Autobahn «безусловно, лучшей и наиболее доступной вещью на альбоме» и отметил, что остальные треки на альбоме «более экспериментальные, менее запоминающиеся, но это делает всё это стоящим». Некоторые критики, такие как Джерри Бейкер из Fort Worth Star-Telegram и Уэйн Робинс из Newsday включили альбом в свои Почётные упоминания в списоке лучших альбомов года в 1975 году.

### Ретроспективные обзоры
| Оценки критиков                                        | Оценки критиков |
| Источник                                               | Оценка          |
| ------------------------------------------------------ | --------------- |
| AllMusic                                               | [ 4 ]           |
| Christgau’s Record Guide: Rock Albums of the Seventies | B−              |
| Drowned in Sound                                       | 9/10            |
| Encyclopedia of Popular Music                          | [ 56 ]          |
| The Irish Times                                        | [ 57 ]          |
| Mojo                                                   | [ 58 ]          |
| Q                                                      | [ 59 ]          |
| The New Rolling Stone Album Guide                      | [ 60 ]          |
| Spin Alternative Record Guide                          | 9/10            |
| Uncut                                                  | [ 62 ]          |

Из ретроспективных обзоров Саймон Уиттер написал в NME в 1985 году, что альбом был не таким сильным, как четыре последующих альбома, но имел «огромное историческое значение», заявив, что «В эпоху глэма, блеска и гитар, Kraftwerk были четырьмя осаждённый квадратами, играющими на клавишных», в то время как «Умственно и звуково на десятилетия впереди своих современников», отмечая уникальные ритмы, текстуры и мелодии группы. Саймон Рейнольдс написал в Spin Alternative Record Guide (1995), что «Эзотерики будут утверждать, что они предпочитают первые три альбома: они превосходны, но, честно говоря, Autobahn — это когда музыка Kraftwerk начинает иметь значение». Рейнольдс говорил об Autobahn : «звучит как пасторальная симфония, даже когда она воспевает восторг от поездки по автостраде». AllMusic позже описал его как «новаторский альбом», в котором «очевидны корни электро-фанка, эмбиента и синти-попа». Джон Доран из The Quietus сказал: «Альбом вышел в конце вспышки творчества в немецкой Экспериментальный поп и рок музыке и был основан на ритме, который означал отход от недавней истории».
Дэвид Кавана дал ремастеру альбома 2009 года 5-звёздочный рейтинг в Uncut, провозгласив главной достопримечательностью Autobahn , отметив, что треки «наполнены теплотой: солнечные вокальные гармонии („…mit Glitzerstrahl“ (рус. с блестящим лучом)), беззаботное соло на флейте (Шнайдера) и умные модуляции (обозначающие переключения передач), чтобы снять напряжение», но объявляя ремастеры альбомов фиаско и хуже, чем компакт-диски, выпущенные EMI ранее. Мэт Сноу написал в Mojo, что альбом был «поп-вехой» и планом для всего их сочинительства. Том Юинг из Pitchfork положительно отозвался об альбоме в своем обзоре Der Katalog, отметив, что треки на альбоме были хорошей демонстрацией «подарка Kraftwerk для простых, задумчивых мелодий», но посчитал, что темы, рассмотренные на альбоме, были сделаны лучше в Trans-Europa Express. Другие более поздние обзоры альбомов были даны в целом положительные без каких-либо конкретных подробностей о самом альбоме, таких как рейтинг в четыре звезды от The Irish Times и рейтинг в три с половиной звезды в The Rolling Stone Album Guide. Кристгау также повысил свой первоначальный рейтинг C+ для альбома до B-.
Альбом был включён в книгу «Тысяча и один музыкальный альбом, который стоит прослушать, прежде чем вы умрёте». 6 февраля 2013 года группа отыграла весь альбом на первой из своих восьмичасовых ретроспектив в Tate Modern в Лондоне.

## Наследие
Позже Kraftwerk подпишет контракт с EMI о создании внутри компании Kling Klang. В рамках этой всемирной лицензионной сделки они будут сотрудничать с Electrola в Германии, Австрии и Швейцарии, EMI в Соединённом Королевстве, Capitol в Соединённых Штатах и Pathe-Marconi во Франции. Группа последовала за Autobahn с Radio-Aktivität, выпущенным в 1975 году. Kraftwerk не повторили высокие продажи Autobahn ни на одном последующем альбоме 1970-х годов, но были одними из самых коммерчески успешных групп в своём стиле, особенно хорошо продаваясь по всей Европе. Хюттер и Шнайдер позже отвергли более раннюю музыку Kraftwerk, причём Хюттер заявил, что Autobahn был «действительно первым», а Шнайдер утверждал, что более ранняя музыка была «историей, археологией». Autobahn был последним релизом, в котором Конни Планк работал с Kraftwerk. В той же домашней студии, где он работал над Autobahn. Планк позже работал с такими группами и артистами, как Killing Joke, Брайан Ино, Eurythmics и Devo, а также с немецкими группами, такими как Neu! и DAF, и ирландская группа Clannad.
В своем обзоре Sequencer (1976) от Synergy критик Майкл Хукер отметил растущий интерес к синтезаторным композициям с момента выпуска Autobahn. Другие артисты начали отмечать влияние Autobahn такие как Дэвид Боуи, который заинтересовался европейскими работами с выпуском Autobahn отметив, что «преобладание электронных инструментов убедило меня в том, что это была область, которую я должен был исследовать немного дальше». Михаэль Роттер заявил, что Autobahn оказывает влияние на его группу Harmonia, что привело к тому, что он начал думать о добавлении голосов в треки и что «на Harmonia Deluxe вы можете услышать отголосок этого». Продюсер Артур Бейкер впервые заявил, что он впервые услышал Kraftwerk с «Автобан», когда работал в музыкальном магазине в средней школе. Позже Бейкер использовал мелодию песен группы для песни «Planet Rock» для Afrika Bambaataa.
Патрик Коденис из группы Front 242 рассказал об альбоме, заявив, что в начале 1970-х годов большинство «творческих групп были виртуозами, такими как King Crimson и Yes, чья музыка основывалась на сложных джем-сейшнах. Когда я купил Autobahn у меня было ощущение, что он меняется. Впервые это была музыка, к которой невозможно было прикоснуться — она не была составлена из обычных компонентов рока». Коденис чувствовал, что музыка была написана только одним человеком, что помогло ему создать музыку самостоятельно. Обсуждая будущее популярной музыки, британский музыкальный критик Саймон Фрит заявил, что диско предвещало будущее музыки, и особо отметил Autobahn как мост между пятью минутами неизменных ритмов Радио АМ и 24-часовыми концертами авангардных музыкантов, таких как Терри Райли.

## Версии
Ремастированное издание альбома было выпущено EMI Records, Mute Records и Astralwerks Records на CD и в цифровом формате в октябре-ноябре 2009 года, а виниловые издания в тяжелом весе были выпущены в ноябре-декабре 2009 года.
Квадрофонический микс был выпущен на восьмидорожечном картридже Q8, возможно, без ведома группы.

## Список композиций
Все тексты написаны Ральф Хюттер, Флориан Шнайдер, Эмиль Шульт, вся музыка написана Ральф Хюттер, Флориан Шнайдер.
| №                   | Название            | Перевод             | Длительность |
| ------------------- | ------------------- | ------------------- | ------------ |
| 1.                  | «Autobahn»          | Автомагистраль      | 22:43        |
| Общая длительность: | Общая длительность: | Общая длительность: | 22:43        |

| №                   | Название            | Перевод             | Длительность |
| ------------------- | ------------------- | ------------------- | ------------ |
| 2.                  | «Kometenmelodie 1»  | Мелодия Кометы 1    | 6:26         |
| 3.                  | «Kometenmelodie 2»  | Мелодия Кометы 2    | 5:48         |
| 4.                  | «Mitternacht»       | Полночь             | 3:43         |
| 5.                  | «Morgenspaziergang» | Утренняя Прогулка   | 4:04         |
| Общая длительность: | Общая длительность: | Общая длительность: | 20:01        |

## Участники записи
Оригинальные примечания альбома
- Ральф Хюттер — вокал, электроника, музыка, концепция, продюсирование
- Флориан Шнайдер — вокал, электроника, музыка, концепция, продюсирование
- Клаус Рёдер[англ.] — скрипка, гитара
- Вольфганг Флюр — перкуссия
- Конрад Планк — звукоинженер
- Эмиль Шульт[англ.] — обложка
- Барбара Нимёллер — фото задней обложки

Примечания 1985 года
В переиздании 1985 года добавлено:
- Клаус Рёдер[англ.] — Электроскрипка на «Mitternacht»

Примечания 2009 года
Ремастер 2009 года содержал дальнейшие изменения и дополнения:
- Ральф Хюттер — вокал, электроника, синтезатор, орган, пианино, гитара, электронные барабаны, реконструкция оформления
- Флориан Шнайдер — вокал, вокодер, электроника, синтезатор, флейта, электронные барабаны
- Вольфганг Флюр — электронные барабаны на «Kometenmelodie 1-2»
- Клаус Рёдер[англ.] — Электроскрипка на «Mitternacht»
- Йоханн Замбриски — реконструкция оформления